# Anastasija Prychodko
Anastasija Kostjantynivna Prychodko (Oekraïens: Анастасія Костянтинівна Приходько; Kiev, 21 april 1987) is een Oekraïens zangeres.

## Biografie
Anastasija Prychodko werd in 1987 geboren in Kiev, in de toenmalige Sovjet-Unie. Ze studeerde aan de Kiev National University of Culture and Arts. In 2007 nam ze deel aan de zevende editie van Star Factory, een Russische talentenjacht. Deze wist ze te winnen, wat haar grote doorbraak betekende. Toch ontstond er enige controverse tijdens haar deelname, toen een backstagevideo opdook waarin ze zei niet te houden van Chinezen en zwarten. Hiervoor verontschuldigde ze zich vrij snel na de desbetreffende uitzending.

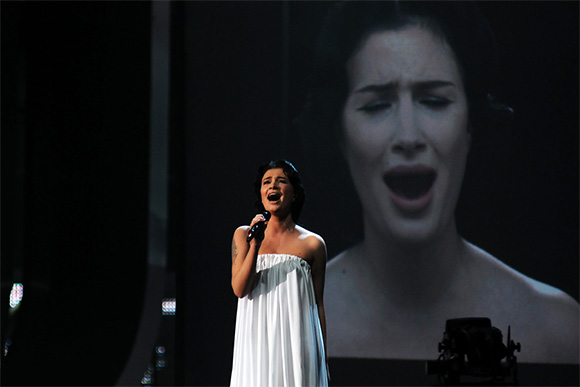
Anastasija Prychodko tijdens het Eurovisiesongfestival 2009

In 2009 nam Prychodko deel aan de Oekraïense nationale finale voor het Eurovisiesongfestival. In de halve finale, die achter gesloten deuren plaatsvond, zong ze Vsyo dlya tebya, een eigen compositie waarmee ze eerder reeds deelnam aan Star Factory. Haar echte inzending was Mamo, maar Prychodko was in de vooronderstelling dat de halve finale slechts een auditie was om de vocale prestaties van de deelnemers te achterhalen. Ze werd echter gediskwalificeerd voor het zingen van een nummer waarvoor ze niet was geselecteerd. Prychodko en haar manager dienden een klacht in bij de NTU, maar deze werd onontvankelijk verklaard. Er werd zelfs een klachtenbrief gestuurd naar president Viktor Joesjtsjenko, die echter ook zonder gevolg bleef.
Na haar diskwalificatie besloot Anastasija Prychodko met hetzelfde nummer deel te nemen aan de Russische nationale finale. Zowel de vakjury als het publiek kozen voor Mamo, waardoor ze de Russische preselectie won. Na de voorronde ontstond er echter commotie over het feit dat de Russische inzending deels in het Oekraïens vertolkt werd, en dit net in het jaar dat de Russische hoofdstad Moskou gaststad was voor het Eurovisiesongfestival. Het nummer werd niet gewijzigd. Op het Eurovisiesongfestival haalde ze uiteindelijk een elfde plaats, met 91 punten.
Na het Eurovisiesongfestival 2009 werd het stil rond Prychodko, mede door de zwangerschap van haar eerste kind. In april 2010 beviel ze van een dochter, Nana. Eind 2010 raakte bekend dat ze opnieuw haar kans zou wagen in de Oekraïense preselectie van 2011. Met het nummer Action haalde ze de finale, waarin ze strandde op de achtste plaats. In 2016 nam ze opnieuw deel aan de Oekraïense preselectie, maar met het nummer I am free now werd ze uitgeschakeld in de halve finale.